# Michael Milken
Michael Robert Milken (Encino, 4 luglio 1946) è un finanziere e filantropo statunitense, considerato padre delle obbligazioni ad alto rischio (chiamati anche titoli spazzatura). Dopo le sue condanne per crimini legati alle sue attività finanziarie, i suoi numerosi detrattori lo hanno citato come il simbolo della avidità di Wall Street negli anni Ottanta e lo hanno soprannominato Junk Bond King.

## Biografia
Nel 1977 M. Milken, accortosi delle potenzialità del mercato dei junk bond (obbligazioni con rating inferiore a BBB di Standard & Poor's), creò le basi per il commercio di queste obbligazioni attraverso la banca Drexel Burnham Lambert. Il suo operato permise di superare i limiti riscontrati dai titoli a rischio, cioè la scarsa liquidità e il rischio di default delle aziende emittenti. Milken, con i capitali e le strutture messe a disposizione dalla Drexel, pose rimedio a questi problemi costruendo un mercato secondario per i junk bond e finanziando gli emittenti in caso di difficoltà economiche.
Per ogni titolo rinegoziato sul mercato secondario la Drexel si assicurava una commissione del 2-3%, questo rese la compagnia di Milken la società più remunerativa di Wall Street nel 1987.
Lo stesso Milken tra il 1983 e il 1987 percepì un reddito personale superiore al miliardo di dollari.
Sul finire degli anni ottanta esplose lo scandalo finanziario che portò la Drexel Burnham Lambert e Milken ad una condanna per insider trading (Milken venne condannato a 3 anni di reclusione). A causa delle perdite sulle obbligazioni spazzatura la Drexel fu costretta a dichiarare bancarotta.

## Premi
Nel 1991 Michael Milken è stato il vincitore della prima edizione del Premio Ig Nobel per l'economia.